# Roßleben
Roßleben es uno de los dos barrios principales de la ciudad de Roßleben-Wiehe, en el distrito de Kyffhäuser, en el estado federado de Turingia (Alemania), a una altitud de 120 metros. Su población a finales de 2016 era de unos 3700 habitantes. Se encuentra ubicado a poca distancia al sur de la frontera con el estado de Sajonia-Anhalt.
Era un antiguo pueblo cuya existencia se conoce ya en documentos del siglo IX de la abadía de Hersfeld. Pertenecía al reino de Sajonia hasta que en 1816 pasó a formar parte de la provincia de Sajonia del reino de Prusia. Adquirió estatus de ciudad en 1999, cuando su término municipal se fusionó con los de Bottendorf y Schönewerda. En 2019 se fusionó con Wiehe y los municipios rurales de Donndorf y Nausitz para formar la nueva ciudad de Roßleben-Wiehe.